# Roquesérière
Roquesérière é uma comuna francesa na região administrativa de Occitânia, no departamento de Alta Garona. Estende-se por uma área de 10,64 km². Em 2010 a comuna tinha 712 habitantes (densidade: 66,9 hab./km²).